# Fehérvár AV19
A Fehérvár AV19 Székesfehérvár jégkorongcsapata.
Tizenháromszoros magyar bajnok. Az első vidéki csapat, amely megszerezte a magyar bajnoki címet. A Fehérvár AV19 csapata a 2007/2008-as idénytől kezdve az osztrák bajnokságban (Erste Bank Eishockey Liga – EBEL, majd International Central European Hockey League (ICE Hockey League) szerepel.

## Történelem
A fővárosban 1960-ban alakult meg a Bp. Volán SC, majd 10 évre rá a hokiszakosztálya, amely a fiatal KSI csapatára épült.
1977-ben a fehérvári nyitott jégpálya átadása új fejezetet nyitott a magyar jégkorong és a Volán történetében. Ekkor még csak Budapesten és Dunaújvárosban létezett jégkorongra is alkalmas pálya, illetve Debrecenben is ekkor épült az első. Azonban sem Dunaújvárosban, sem Fehérváron nem létezett ekkor még felnőtt jégkorong csapat. A fehérvári pálya felépítése után költözött a Budapesti Volán SC jégkorongszakosztálya Székesfehérvárra és kezdte el a munkát Kertész József vezetőedző irányításával – most már mint Székesfehérvári Volán SC. Ekkor kezdte idősebb Ocskay Gábor is a toborzó munkáját a fehérvári iskolákban és próbálta a fehérvári fiatalokkal közösen felépíteni a jövő jégkorong csapatát. Az első csapat 1964/65-ös születésű volt. Elindultak a kölyök és serdülő korosztályban is. 1978-tól már a bajnokságban is szerepeltek. 1981/82-ben ifiben és juniorban magyar bajnokságot nyert a csapat.
1980-ban a BVSC megszüntette jégkorongszakosztályát és számos játékosa azonnal átigazolt a Székesfehérvári Volán csapatához, így az első 3 csapatos bajnokságban rögtön esélyessé vált a klub az aranyérem megszerzésére. Az akkoriban egyeduralkodó Ferencváros is jelentősen meggyengült, így a Volán 1981-ben történelmet írhatott. Először nyert vidéki csapat bajnokságot.
A bajnoki cím elnyerése után egyre nehezebbé vált a klub helyzete. A rendszerváltás idején felmerült a felnőtt csapat megszüntetésének a lehetősége is. Ekkorra nőtt fel azonban a második generáció, mely a kilencvenes évek közepén többször játszott bajnoki döntőt a Fradival a BS-ben. 1992/1993-ban az orosz Borisz Puskarjov lett a fehérváriak edzője.
1997-től az interligában is részt vett a klub, 2000-ben junior vb-t, 2002 felnőtt vb-t rendezett a város, 2004-ben Székesfehérváron volt az első Magyarország-Kanada meccs, 2005-től Kontinentális Kupa-döntőket rendeztek, világsztárok sora játszott már a városban.
A klubnak számos szponzora mellett kiemelkedik maga Székesfehérvár városa és az Alba Volán Zrt. 1999 óta nyolc bajnokságot nyert meg a Volán, a legutóbbi hatot zsinórban. 2007-től az osztrák jégkorongligában (EBEL) is szerepel a Volán. A klub évente nagyjából 1-1,2 millió euróból gazdálkodik, ezzel az EBEL legkisebb költségvetésű csapata. A csapat a 2015/2016-os szezontól újra indított csapatot a MOL Ligában.
A klub 2015-ben kivált az Alba Volán SC-ből, és azóta Fehérvár AV19 SC néven önálló sportegyesületként működik.
A klub Erste Bank Eishockey Ligában szereplő együttese 2019. július 26-tól három évig Hydro Fehérvár AV19 néven játszik az osztrák bázisú bajnokságban.

## A Volán bajnokcsapatainak játékoskeretei

### 1981 – Székesfehérvári Volán Sport Club
Bálint Zoltán, Balogh Imre, Farkas László, Fodor Árpád, Földi Gábor, Gilján János, Gyöngyösi Jenő, Katona Tibor, Kiss Béla, Kiss Tibor, Kolbenheyer József, Kovalcsik Péter, Kövesi Péter, Marton László, Márai Gábor, Palla Antal, Pintér Gyula, Póznik György, Rétfalvi László, Szajlai László, Terjék István, Vrbanics Tibor, Závory Zsolt.

### 1998-1999 – Alba Volán-Riceland
Ancsin László, Budai Krisztián, Csibi József, Dunai István, Énekes Lajos, Feil Richárd, Fekete Szabolcs, Gebei Péter, Horváth Balázs, Horváth Csaba, Kangyal Balázs, Kovács György, Lvov Anatolij, Medvegyev Alexander, Marjin Aleksej, Ocskay Gábor, Palkovics Krisztián, Rajz Attila, Rajz Tamás, Sándor Szilárd, Szilassy Zoltán, Szuna Gábor, Szuna Roland, Tyimofejev Dmitrij, Zalavári Miklós.

### 2000-2001 – Alba Volán-FeVita
Budai Krisztián, Dunai István, Énekes Lajos, Feil Arnold, Fekete Szabolcs, Gebei Péter, Hoffmann Attila, Holló István, Horváth Balázs, Kangyal Balázs, Kovács Frank, Mega Roman, Majoross Gergely, Ocskay Gábor, Orsó László, Palkovics Krisztián, Rajz Attila, Rajz Tamás, Rybovic Lubomir, Sike Zoltán, Sille Tamás, Simon Csaba, Svasznek Bence, Szarvas Zoltán, Szilassy Zoltán, Szuna Roland, Tőkési Lajos, Vaszjunyin Artyom.

### 2002-2003 – Alba Volán-FeVita
Barabás Miklós, Becze Zoltán, Bernei Gergely, Borostyán Gergely, Budai Krisztián, Csibi József, Dunai István, Fedor Pavol, Fodor Szabolcs, Gergely Csaba, Gröschl Tamás, Kangyal Balázs, Kiss Gábor, Kovács Csaba, Kovács Frank, Majoross Gergely, Markó Attila, Molnár Ádám, Ocskay Gábor, Ondrejcik Rasztiszlav, Óvári Zoltán, Palkovics Krisztián, Rajz Attila, Rusznyák Karol, Sille Tamás, Simon Csaba, Svasznek Bence, Szuna Roland, Tóth Csaba, Tőkési Lajos.

### 2003-2004 – Alba Volán-FeVita
Barabás Miklós, Becze Zoltán, Bernei Gergely, Borostyán Gergely, Budai Krisztián, Csibi József, Dunai István, Fedor Pavol, Fodor Szabolcs, Gazdag Péter, Gergely Csaba, Gergely Zsombor, Gröschl Tamás, Kangyal Balázs, Kovács Csaba, Majoross Gergely, Markó Attila, Molnár Ádám, Ocskay Gábor, Ondrejcik Rasztiszlav, Óvári Zoltán, Palkovics Krisztián, Rajz Attila, Rusznyák Karol, Sille Tamás, Simon Csaba, Srnka Lukas, Svasznek Bence, Szuna Roland, Tőkési Lajos.

### 2004-2005 – Alba Volán-FeVita
Becze Zoltán, Borbás Gergely, Borostyán Gergely, Budai Krisztián, Csibi József, Dunai István, Fodor Szabolcs, Grisinkov Alex, Gröschl Tamás, Hetényi Zoltán, Holéczy Roger, Kangyal Balázs, Kiss Gábor, Kovács Csaba, Kövér Gábor, Majoross Gergely, Ocskay Gábor, Ondrejcik Rasztiszlav, Palkovics Krisztián, Rajz Attila, Rusznyák Karol, Sille Tamás, Simon Csaba, Svasznek Bence, Szuna Roland, Tőkési Lajos, Valko Pavol, Vaszjunyin Artyom.

### 2005-2006 – Alba Volán-FeVita
Becze Zoltán, Bedő Botond, Borostyán Gergely, Budai Krisztián, Buril Vladimir, Csibi József, Ennaffati Omar, Fodor Szabolcs, Gröschl Tamás, Hetényi Zoltán, Holéczy Roger, Kangyal Balázs, Kiss Gábor, Kovács Csaba, Kövér Gábor, Majoross Gergely, Molnár Ádám, Németh Ádám Péter, Ocskay Gábor, Ondrejcik Rasztiszlav, Palkovics Krisztián, Palovcik Milos, Rajz Attila, Sille Tamás, Simon Csaba, Stastny Michal, Svasznek Bence, Szabó József, Tőkési Lajos, Vaszjunyin Artyom.

### 2006-2007 – Alba Volán-FeVita
Borostyán Gergely, Budai Krisztián, Csibi József, Ennaffati Omar, Fodor Szabolcs, Gröschl Tamás, Hetényi Zoltán, Holeczy Roger, Kangyal Balázs, Kovács Csaba, Majoross Gergely, Ocskay Gábor, Ondrejcik Rasztiszlav, Palkovics Krisztián, Palovcik Milos, Poznik Anton, Rajz Attila, Rehak Robert, Simon Csaba, Smidriak Miroslav, Stastny Michal, Svasznek Bence, Tőkési Lajos, Vaszjunyin Artyom.

### 2007-2008 – Alba Volán SC
Ábrahám Csenger, Allen Chris, Balika Bence, Bálizs Bence, Balogh Bálint, Barabás Miklós, Becze Zoltán, Benk András, Bíró Gergely, Borostyán Gergely, Budai Krisztián, Dósa Dávid, Dostal Michal, Feil Arnold, Fodor Szabolcs, Ftorek Sam, Galambos Gábor, Galik Martin, Galsi Péter, Guntis Galvins , Gazdag Péter, Gosselin David, Gröschl Tamás, Harmati Dávid, Hegyi Ádám, Hetényi Zoltán, Horváth András, Horváth Dávid, Kangyal Balázs, Kész Ákos Tamás, Kiss-Juhász László, Kovács Csaba, Kralj Matic, MacSweyn Kurt, Majoross Gergely, Maklári Erik, Meretei Dávid, Németh Ádám Péter, Németh Norbert, Németh Péter, Ocskay Gábor, Rastislav Ondrejcik , Ozsváth Ádám, Palkovics Krisztián, Rajz Attila, Roczanov Dezső, Sihvonen Toni, Sofron István, Somogyi Dániel, Somos Balázs, Svasznek Bence, Szabó András, Szucs Gábor, Tokaji Viktor, Tóth Adrián, Artyom Vaszjunyin , Vörös Dávid.

### 2008-2009 – Alba Volán SC
Benk András, Bonni Ryan, Byström Andreas, Fekete Dániel, Fodor Szabolcs, Guerriero Jason, Hegyi Ádám, Hetényi Zoltán, Horváth András, Jobb Dávid, Kovács Csaba, Martens Nick, Martz Nathan, Nagy Gergő, Ocskay Gábor, Ondrejcik Rastislav, Palkovics Krisztián, Sofron István, Szuper Levente, Tokaji Viktor, Tóth Adrián, Vaszjunyin Artyom

### 2009-2010 – SAPA Fehérvár AV19
Ackeström Oscar, Alen Juha, Andersson Niklas, Bálizs Bence, Benk András, Bornhammar David, Fekete Dániel, Hetényi Zoltán, Horváth András, Jobb Dávid, Kóger Dániel, Kovács Csaba, Ladányi Balázs, Maklári Erik, Martz Nathan, Mihály Árpád, Nagy Gergő, Ondrejcik Rastislav, Palkovics Krisztián, Satosaari Tommi, Sofron István, Tokaji Viktor, Vas János, Vas Márton, Vaszjunyin Artyom

### 2010-2011 – SAPA Fehérvár AV19
Ackeström Oscar, Bálizs Bence, Benk András, Durco Juraj, Fekete Dániel, Hajós Roland, Hegyi Ádám, Hetényi Zoltán, Holéczy Roger, Horváth András, Jobb Dávid, Johansson Erik, Kiss Dávid, Kovács Csaba, Kranjc Ales, Ladányi Balázs, Maklári Erik, Mihály Árpád, Nagy Gergő, Orbán Attila, Palkovics Krisztián, Sofron István, Tokaji Viktor, Tóth Adrián, Varga Arnold, Vas Márton, Vaszjunyin Artyom, Vay Ádám

### 2011-2012 – SAPA Fehérvár AV19
Árkovics Bálint, Balogh Bálint, Bálizs Bence, Benk András, Berényi Balázs, Csíki Zoltán, DaCosta Justin , Dósa Dávid, Durco Juraj, Erdélyi Tamás, Farkas Tamás, Farkas Lőrinc Simon, Fekti Ádám, Hajós Roland, Hetényi Péter, Horváth András, Horváth Dávid, Johansson Eric, Kiss Dávid, Klassen Chad, Kocsis Ferenc, Kovács Csaba, Kovács Viktor László, Ladányi Balázs, Lajcs János Marcell, Láda Balázs, Magosi Bálint, Maklári Erik, Meretei Márkó, Mihály Árpád, Munro Adam, Nagy Gergő, Németh Attila, Németh Ádám Péter, Orbán Attila, Palkovics Krisztián, Pleszkán József, Pratt Harlan, Reiter Attila, Reiter Richárd, Ryan Derek, Sikorcin Ladislav, Sille Tamás, Sofron István, Soltész Áron, Tóth Adrián, Tóth Gergő, Varga Arnold, Vas Márton, Vég Ádám, Vincze Péter

## A felnőtt csapat edzői
- Kertész József  1977/78–1978/79
- Kósa Ambrus  1979/80–1980/81
- Balogh János  1981/82–1982/83
- Palla Antal 1983/84–1984/85
- idősebb Ocskay Gábor 1985/86–1987/88
- Lőrincz Ferenc 1988/89
- Tamás Elek 1989/90
- Palla Antal 1990/91–1991/92
- Lőrincz Ferenc 1992/93
- Borisz Puskarjov 1993/94–1996/97
- Kiss Tibor 1997/98–1999/00
- Kóger István 1999-2000
- Jan Jasko 2000/01–2002/03
- Branislav Sajban 2003/04
- Pat Cortina 2003/04–2005/06
- Karol Dvorak 2006/07
- Jan Jasko 2006/07–2007/08
- Énekes Lajos 2007/08
- Ted Sator 2007/08–2008/09
- Énekes Lajos 2008/09
- Jarmo Tolvanen 2009/10
- Ulf Weinstock 2010
- Énekes Lajos 2010
- Kevin Primeau 2010–2012
- Jan Neliba 2012–2013
- Rich Chernomaz 2013
- Marty Raymond 2013–2014
- Rob Pallin 2014–2016
- Hannu Järvenpää 2016
- Tyler Dietrich 2016
- Benoit Laporte 2016–2017
- Hannu Järvenpää[3] 2017–2020
- Antti Karhula[4][5] 2020–2021
- Kevin Constantine[6] 2021–2023
- Kiss Dávid 2023–[7]

## Jégcsarnok
Az első székesfehérvári jégpályát 1977-ben adták át a korcsolyázni vágyó közönségnek.
A mai Székesfehérvári Jégcsarnok jelenleg az Alba Volán SC jégkorongcsapatának hivatalos edzés- és mérkőzéshelyszíne. A létesítmény a közösségi élet színtere: legyen szó hivatásos sportolókról, a jövő jégkorongozóiról, műkorcsolyázóiról vagy kikapcsolódni vágyó polgárokról.
A tervezés alapelve volt, hogy az épület magas színvonalon szolgálja az edzéseket, az oktató-nevelő munkát, a fiatalok képzését és a szurkolók ezreinek szórakozást biztosító mérkőzéseket. Az utóbbi évek folyamatos fejlesztései és átalakításai nyomán a Koronázóváros immáron európai színvonalú komplexumban várja a látogatókat – ezt bizonyítja, hogy a csarnok világbajnokságnak, Kontinentális Kupa Döntőnek és osztrák bajnoki mérkőzéseknek egyaránt házigazdája volt már.
A 3500 főt befogadó jégpálya Székesfehérváron, a Raktár u. 1. alatt található.
2009.április elsején ifjabb Ocskay Gáborról nevezték el a jégcsarnokot.
2018-ban Székesfehérvár megyei jogú város közgyűlése eldöntötte, hogy 25,75 milliárd forintból 6000 ülőhelyes, jégkorongra alapuló multifunkcionális arénát épít, amely Magyarország második legnagyobb sportcsarnoka lesz. 2024 áprilisában átadták az új sportcsarnokot, amely az Alba Aréna nevet kapta. 2025 januárjától az aréna névszponzora a MET Magyarország Zrt. A csarnok hivatalos neve MET Aréna Székesfehérvár lett.

## A Hydro Fehérvár AV19 bet-at-home ICE Hockey League játékoskerete (2021–2022)
| Kapusok | Kapusok          |
| ------- | ---------------- |
| 32      | Rasmus Tirronen  |
| 1       | Kornakker Dániel |

| Védők | Védők            |
| ----- | ---------------- |
| 51    | Tim Campbell     |
| 59    | Josh Atkinson    |
| 31    | Henrik Nilsson   |
| 28    | Szabó Dániel     |
| 5     | Stipsicz Bence   |
| 27    | Szabó Bence      |
| 22    | Horváth Milán    |
| 20    | Gleason Fournier |
| 71    | Colin Jacobs     |

| Csatárok | Csatárok        |
| -------- | --------------- |
| 16       | Hári János      |
| 10       | Bartalis István |
| 34       | Terbócs István  |
| 55       | Andrew Sarauer  |
| 36       | Erdély Csanád   |
| 93       | Mihály Ákos     |
| 92       | Anze Kuralt     |
| 82       | Magosi Bálint   |
| 12       | Brady Shaw      |
| 91       | Alex Petan      |

| Edző              | Edző |
| ----------------- | ---- |
| Kevin Constantine |      |
| Kiss Dávid        |      |
| Arttu Lipsanen    |      |

## Visszavonultatott mezszámok
- 19 Ocskay Gábor, 1983–2009, visszavonultatva 2009. április 1-jén
- 24 Palkovics Krisztián, 1983–2012, visszavonultatva 2012. szeptember 7-én
- 25 Kangyal Balázs, 1997–2008, visszavonultatva 2009. január 27-én[11]